# Cratere Markov
Markov è un cratere lunare intitolato al matematico e all'astronomo russi Andrey Markov e Alexander Markov. Si trova nella zona nordoccidentale della faccia visibile della Luna, nella regione detta Sinur Roris nell'Oceanus Procellarum. Si trova a sud del cratere Enopide, ed è connesso alla regione continentale da creste lungo il bordo settentrionale.
Il bordo del cratere non è stato apprezzabilmente eroso dagli impatti, e mantiene delle creste ancora piuttosto definite. Il perimetro è grossomodo circolare, con dei rigonfiamenti minori soprattutto lungo la parte meridionale e orientale. Le pareti interne sono dei semplici declivi che scendono verso un anello di detriti lungo la base. Il fondo interno mostra un picco centrale e qualche cresta più bassa. Non ci sono crateri degni di nota all'interno o sul bordo di Markov.

## Crateri correlati
Alcuni crateri minori situati in prossimità di Markov sono convenzionalmente identificati, sulle mappe lunari, attraverso una lettera associata al nome.
| Markov | Latitudine | Longitudine | Diametro |
| ------ | ---------- | ----------- | -------- |
| E      | 50.6° N    | 60.1° W     | 13 km    |
| F      | 50.0° N    | 61.8° W     | 8 km     |
| G      | 50.0° N    | 56.2° W     | 5 km     |
| U      | 51.9° N    | 60.2° W     | 29 km    |